# The きじまスノーパーク
The きじまスノーパーク（ザきじまスノーパーク）、旧名：牧の入高原スノーパーク（まきのいりこうげんスノーパーク）は日本のスキー場。長野県下高井郡木島平村上木島に位置する。

## 概要
1970年に高社山（別名高井富士）の北側斜面に開業したスキー場。高社山にあるスキー場の中では最も長野市街地から遠く、隣により規模の大きな木島平スキー場が1963年にオープンしていたことから開業以来集客は伸び悩み、2009年には遂に利用客減少を理由に営業休止した。2年後の2011年、マックアースが長野県での事業拡大に伴い同じく高社山の斜面にある「よませ温泉スキー場」を引き取り、この二つとやまびこの丘スキー場（北信州木島平スキー場の一部）と北信州木島平スキー場とX-JAM高井富士の五つのスキー場を合わせ「Mt.KOSHA」としてリフト共通券を売り出すなどした。しかしわずか1年で営業を休止。それでも2016年より施設やコースにリニューアルを施し再オープンし、2023年に経営主体の変更の際、牧の入高原スノーパークからThe きじまスノーパークと名前を変え現在に至る。
ゲレンデは北向きの緩斜面主体ですぐ東には木島平スキー場があり連絡コースも存在する。2023-2024シーズンからゲレンデの上部にツリーランコースを増設した。2024-2025シーズンはリフトが4本（クワッド 1本、トリプル 1本、ペア 2本）稼働している。

## アクセス
- 道路：上信越自動車道豊田飯山ICから国道117号、国道403号で20分
- 鉄道およびバス：北陸新幹線・JR飯山線飯山駅から無料シャトルバスあり[3]

## 関連リンク
- The きじまスノーパーク